# Бородаевский сельский совет
Бородаевский сельский совет (укр. Бородаївська сільська рада) — входит в состав
Верхнеднепровского района
Днепропетровской области
Украины.
Административный центр сельского совета находится в 
с. Бородаевка.

## Населённые пункты совета
- с. Бородаевка
- с. Правобережное